# 榎本芝水

榎本芝水

榎本 芝水（えのもと しすい、1892年〈明治25年〉5月5日 - 1978年〈昭和53年〉8月19日）は日本の琵琶奏者。本名榎本 弁之助。

## 概要
1892年（明治25年）東京市日本橋区檜物町に生まれる。1909年（明治42年）1月に永田錦心の一水会に入り同氏に師事。1936年（昭和11年）5月に独立して芝水流宗家を創立する。